# Berkrerk Chartvanchai
Berkrerk Chartvanchai (en thaï : เบิกฤกษ์ ชาติวันชัย), de son vrai nom Tinapong Hantanakul, est un boxeur thaïlandais né le 25 octobre 1944 à Bangkok et mort le 7 mars 2022.

## Carrière
Passé professionnel en 1966, il devient champion du monde des poids mouches WBA le 5 avril 1970 après sa victoire aux points contre Bernabe Villacampo. Chartvanchai perd son titre dès le combat suivant face à Masao Oba le 22 octobre 1970. Il met un terme à sa carrière de boxeur en 1973 sur un bilan de 29 victoires, 8 défaites et 3 matchs nuls.

## Référence
1. ↑  (th) « สุดเศร้า “เบิกฤกษ์ ชาติวันชัย” อดีตยอดมวยแชมเปียนโลก เสียชีวิต », sur thairath.co.th,‎ 8 mars 2022
2. ↑  (en) Bernabe Villacampo vs. Berkrerk Chartvanchai (boxrec.com)